# Sergueï Louganski
Sergueï Danilovitch Louganski, né en octobre 1918 à Almaty et mort dans cette ville le 16 janvier 1977, est un as soviétique de nationalité kazakhe récompensé à deux reprises par le titre de héros de l’Union soviétique pour ses accomplissements pendant la Seconde Guerre mondiale.

## Biographie
Sergueï Danilovitch Louganski naît le octobre 1918 dans une ferme d’Almaty. Intéressé par l’aviation, il rejoint en 1938 l’école aéronautique militaire d’Orenbourg, dont il est diplômé en 1940. Il participe la même année à la guerre contre la Finlande, mais ses cinquante-neuf sorties ne se soldent par aucune victoire aérienne,.
En octobre 1941 il est nommé chef d’escadron dans le 162e régiment de chasse, mais là encore ne réalise rien de particulier jusqu’à la bataille de Stalingrad. C’est là qu’il remporte sa première victoire aérienne le 14 septembre 1942 en percutant volontairement un chasseur allemand avec son Yak-1, une manœuvre dangereuse appelée taran à laquelle il survit sans blessure. Certaines sources soviétiques disent qu’il aurait également abattu un as italien nommé Gibelli et ayant plus de cinquante victoire, mais ce récit est probablement pour tout ou partie fantaisiste, l’as italien avec le plus haut score étant Teresio Martinoli avec seulement vingt-deux victoires. Il est promu kapitan et nommé chef d’escadrille au 270e régiment de chasse au printemps 1943 après un second taran, portant son score à quatre appareils abattus. 
Sa carrière prend son envol surtout à partir de l’été 1943, avec quatorze victoires remportées entre le 5 juillet et le 6 août. Il affiche ainsi dix-huit victoires à la fin de l’été, ce qui lui vaut d’être élevé au rang de héros de l’Union soviétique le 2 septembre,.
En  mai 1944, il est nommé à la tête du 270e régiment de chasseurs, puis reçoit le 1er juillet un second titre de héros de l’Union soviétique récompensant trente-sept victoires personnelles et six partagées obtenues au cours de 417 missions, sans avoir reçu de blessure. Du fait de sa valeur d’exemple, il est toutefois retiré du front au début de l’année 1945 et envoyé à l’académie des forces aériennes,. Promu major général après la guerre, il reste dans l’armée de l’air jusqu’à sa retraite en 1964. il retourne alors à Almaty où il meurt le 16 janvier 1977,.

### Tableau de chasse
- 417 sorties[2] ;
- 200 combats aériens[2] ;
- 37 victoires aériennes personnelles[2] ;
- 6 victoires aériennes partagées[2] ;

### Liste des récompenses
| Récompense                              | Date de remise                                                     |
| --------------------------------------- | ------------------------------------------------------------------ |
| Héros de l’Union soviétique (deux fois) | Première remise : 2 septembre 1943 Deuxième remise : décembre 1943 |
| Ordre de Lénine (deux fois)             |                                                                    |
| Ordre du Drapeau rouge (deux fois)      |                                                                    |
| Ordre d'Alexandre Nevski                |                                                                    |
| Ordre de l'Étoile rouge (deux fois)     |                                                                    |